# Kolonia Nowogrodzka
Nowogrodzka (Kolonia Nowogrodzka) – ulica w Miastkowo w Polsce położona w województwie podlaskim, w powiecie łomżyńskim, w gminie Miastkowo.
Przed 2006 rokiem istniała jako Kolonia Nowogrodzka, kolonia wsi Miastkowo, zniesiona rozporządzeniem Ministra Spraw Wewnętrznych i Administracji.
W latach 1975–1998 miejscowość administracyjnie należała do województwa łomżyńskiego.